# Geraldina García Gordillo
Edna Geraldina García Gordillo (Ciudad de México; 4 de agosto de 1961) es una política miembro del Partido Revolucionario Institucional que fue presidenta municipal del municipio de Pachuca de Soto. Siendo la primera mujer en desempeñar dicho cargo.

## Biografía
Nació en la Ciudad de México; el 4 de agosto de 1961.

## Carrera política
Anteriormente fue presidenta municipal suplente de Pachuca en el periodo 2006-2009 y fue elect
Ha ocupado los cargos públicos de: directora general Fundadora del Instituto Hidalguense de la Mujer, Jefa de Difusión del Instituto Nacional de Estadística Geografía e Informática (INEGI), Secretaria Técnica de la Federación de Organismos Públicos, Secretaria Técnica de Organismos Públicos de las Mujeres (Nacional).
Después de que Geraldina García Gordillo renunciara a la dirigencia del Partido Revolucionario Institucional (PRI) Hidalgo, el diputado federal Omar Fayad Meneses asumió la presidencia del Comité Directivo Estatal (CDE) priísta.
El 20 de abril de 2010 rindió protesta como alcaldesa de Pachuca luego de que Francisco Olvera Ruiz renunciara para ser candidato a gobernador de hidalgo.
Posteriormente se desempeñó como Secretaria de Desarrollo Social del Estado de Hidalgo, hasta el 26 de enero de 2015.
Actualmente, es Secretaria de Salud del Estado de Hidalgo